# Siniegorje (Kraj Nadmorski)
Siniegorje (ros. Синегорье) – wieś (sieło) w Rosji, w Kraju Nadmorskim, w rejonie kawalerowskim. W 2010 liczyła 251 mieszkańców.